# Episodi di Bob's Burgers (dodicesima stagione)
La dodicesima stagione della serie televisiva Bob's Burgers, composta da 22 episodi, è stata trasmessa negli Stati Uniti, su Fox, dal 26 settembre 2021 al 22 maggio 2022.
In Italia è stata pubblicata su Disney+ il 13 luglio 2022.
| nº | Codice di produzione | Titolo originale                             | Titolo italiano                       | Prima TV USA      | Prima TV Italia |
| -- | -------------------- | -------------------------------------------- | ------------------------------------- | ----------------- | --------------- |
| 1  | AASA22               | Manic Pixie Crap Show                        | La passeggiata delle Fate Principesse | 26 settembre 2021 | 13 luglio 2022  |
| 2  | BASA01               | Crystal Mess                                 | Il cristallo del potere               | 3 ottobre 2021    | 13 luglio 2022  |
| 3  | BASA02               | The Pumpkinening                             | Zuccofollia                           | 10 ottobre 2021   | 13 luglio 2022  |
| 4  | BASA03               | Driving Big Dummy                            | In viaggio con Teddy                  | 17 ottobre 2021   | 13 luglio 2022  |
| 5  | BASA04               | Seven-tween Again                            | 7 anni in un secondo                  | 24 ottobre 2021   | 13 luglio 2022  |
| 6  | BASA05               | Beach, Please                                | Che ti spiaggia o meno!               | 7 novembre 2021   | 13 luglio 2022  |
| 7  | BASA08               | Loft in Bedslation                           | Un soppalco è per sempre              | 14 novembre 2021  | 13 luglio 2022  |
| 8  | BASA06               | Stuck in the Kitchen with You                | Il Ringrazia-mostro                   | 21 novembre 2021  | 13 luglio 2022  |
| 9  | BASA09               | FOMO You Didn't                              | Scatto FOMO-grafico                   | 28 novembre 2021  | 13 luglio 2022  |
| 10 | BASA07               | Gene's Christmas Break                       | Il DJ di Natale                       | 19 dicembre 2021  | 13 luglio 2022  |
| 11 | BASA10               | Touch of Eval(uations)                       | Per un pugno di posti auto            | 9 gennaio 2022    | 13 luglio 2022  |
| 12 | BASA13               | Ferry on My Wayward Bob and Linda            | Il traghetto delle sorprese           | 27 febbraio 2022  | 13 luglio 2022  |
| 13 | BASA12               | Frigate Me Knot                              | Fregata o no...do                     | 6 marzo 2022      | 13 luglio 2022  |
| 14 | BASA11               | Video Killed the Gene-io Star                | I video hanno ucciso la star di Gene  | 13 marzo 2022     | 13 luglio 2022  |
| 15 | BASA14               | Ancient Misbehavin                           | L'Olimpo dei truffatori               | 20 marzo 2022     | 13 luglio 2022  |
| 16 | BASA15               | Interview with a Pop-pop-pire                | Intervista col nonnino                | 27 marzo 2022     | 13 luglio 2022  |
| 17 | BASA16               | The Spider House Rules                       | Le regole della casa del ragno        | 10 aprile 2022    | 13 luglio 2022  |
| 18 | BASA17               | Clear and Present Ginger                     | Sotto il segno di Ginger              | 24 aprile 2022    | 13 luglio 2022  |
| 19 | BASA18               | A-Sprout a Boy                               | Gene ha germogliato                   | 1º maggio 2022    | 13 luglio 2022  |
| 20 | BASA21               | Sauce Side Story                             | Solo un grande malin-sugo             | 8 maggio 2022     | 13 luglio 2022  |
| 21 | BASA19               | Some Like it Bot Part 1: Eighth Grade Runner | Tina la robot-tina                    | 15 maggio 2022    | 13 luglio 2022  |
| 22 | BASA20               | Some Like It Bot Part 2: Judge-bot Day       | Il martello di Tina                   | 22 maggio 2022    | 13 luglio 2022  |

## La passeggiata delle Fate Principesse
- Titolo originale: Manic Pixie Crap Show
- Diretto da: Ryan Mattos
- Scritto da: Nora Smith

### Trama
- Ascolti USA: telespettatori 1.600.000 – rating/share 18-49 anni.[1]

## Il cristallo del potere
- Titolo originale: Crystal Mess
- Diretto da: Tom Riggin
- Scritto da: Holly Schlesinger

### Trama
- Ascolti USA: telespettatori 1.140.000 – rating/share 18-49 anni.[2]

## Zuccofollia
- Titolo originale: The Pumpkinening
- Diretto da: Chris Song
- Scritto da: Kelvin Yu

### Trama
- Ascolti USA: telespettatori 1.770.000 – rating/share 18-49 anni.[3]

## In viaggio con Teddy
- Titolo originale: Driving Big Dummy
- Diretto da: Mathew Long
- Scritto da: Jon Schroeder

### Trama
- Ascolti USA: telespettatori 1.170.000 – rating/share 18-49 anni.[4]

## 7 anni in un secondo
- Titolo originale: Seven-tween Again
- Diretto da: Simon Chong
- Scritto da: Rich Rinaldi

### Trama
- Ascolti USA: telespettatori 1.200.000 – rating/share 18-49 anni.[5]

## Che ti spiaggia o meno!
- Titolo originale: Beach, Please
- Diretto da: Ryan Mattos
- Scritto da: Scott Jacobson

### Trama
- Ascolti USA: telespettatori 1.480.000 – rating/share 18-49 anni.[6]

## Un soppalco è per sempre
- Titolo originale: Loft in Bedslation
- Diretto da: Matthew Long
- Scritto da: Jameel Saleem

### Trama
- Ascolti USA: telespettatori 1.160.000 – rating/share 18-49 anni.[7]

## Il Ringrazia-mostro
- Titolo originale: Stuck in the Kitchen with You
- Diretto da: Tom Riggin
- Scritto da: Dan Fybel

### Trama
- Ascolti USA: telespettatori 1.840.000 – rating/share 18-49 anni.[8]

## Scatto FOMO-grafico
- Titolo originale: FOMO You Didn't
- Diretto da: Simon Chong
- Scritto da: Holly Schlesinger

### Trama
- Ascolti USA: telespettatori 1.620.000 – rating/share 18-49 anni.[9]

## Il DJ di Natale
- Titolo originale: Gene's Christmas Break
- Diretto da: Chris Song
- Scritto da: Katie Crown

### Trama
- Ascolti USA: telespettatori 1.600.000 – rating/share 18-49 anni.[10]

## Per un pugno di posti auto
- Titolo originale: Touch of Eval(uations)
- Diretto da: Ryan Mattos
- Scritto da: Greg Thompson

### Trama
- Ascolti USA: telespettatori 1.420.000 – rating/share 18-49 anni.[11]

## Il traghetto delle sorprese
- Titolo originale: Ferry on My Wayward Bob and Linda
- Diretto da: Matthew Long
- Scritto da: Scott Jacobson

### Trama
- Ascolti USA: telespettatori 1.180.000 – rating/share 18-49 anni.[12]

## Fregata o no...do
- Titolo originale: Frigate Me Knot
- Diretto da: Chris Song
- Scritto da: Rich Rinaldi

### Trama
- Ascolti USA: telespettatori 1.150.000 – rating/share 18-49 anni.[13]

## I video hanno ucciso la star di Gene
- Titolo originale: Video Killed the Gene-io Star
- Diretto da: Tom Riggin
- Scritto da: Jon Schroeder

### Trama
- Ascolti USA: telespettatori 950.000 – rating/share 18-49 anni.[14]

## L'Olimpo dei truffatori
- Titolo originale: Ancient Misbehavin
- Diretto da: Simon Chong
- Scritto da: Dan Fybel

### Trama
- Ascolti USA: telespettatori 1.010.000 – rating/share 18-49 anni.[15]

## Intervista col nonnino
- Titolo originale: Interview with a Pop-pop-pire
- Diretto da: Ryan Mattos
- Scritto da: Katie Crown

### Trama
- Ascolti USA: telespettatori 1.050.000 – rating/share 18-49 anni.[16]

## Le regole della casa del ragno
- Titolo originale: The Spider House Rules
- Diretto da: Tom Riggin e Ryan Mattos
- Scritto da: Jameel Saleem

### Trama
- Ascolti USA: telespettatori 880.000 – rating/share 18-49 anni.[17]

## Sotto il segno di Ginger
- Titolo originale: Clear and Present Ginger
- Diretto da: Chris Song
- Scritto da: Lizzie Molyneux-Logelin e Wendy Molyneux

### Trama
- Ascolti USA: telespettatori 890.000 – rating/share 18-49 anni.[18]

## Gene ha germogliato
- Titolo originale: A-Sprout a Boy
- Diretto da: Matthew Long
- Scritto da: Holly Schlesinger

### Trama
- Ascolti USA: telespettatori 1.020.000 – rating/share 18-49 anni.[19]

## Solo un grande malin-sugo
- Titolo originale: Sauce Side Story
- Diretto da: Simon Chong e Tom Riggin
- Scritto da: Steven Davis

### Trama
- Ascolti USA: telespettatori 920.000 – rating/share 18-49 anni.[20]

## Tina la robot-tina
- Titolo originale: Some Like it Bot Part 1: Eighth Grade Runner
- Diretto da: Simon Chong
- Scritto da: Loren Bouchard e Nora Smith

### Trama
- Ascolti USA: telespettatori 1.010.000 – rating/share 18-49 anni.[21]

## Il martello di Tina
- Titolo originale: Some Like It Bot Part 2: Judge-bot Day
- Diretto da: Ryan Mattos
- Scritto da: Loren Bouchard e Nora Smith

### Trama
- Ascolti USA: telespettatori 930.000 – rating/share 18-49 anni.[22]